# Vicepresidente de Irán
El vicepresidente de Irán (en persa: معاون رئیس‌جمهور ایران‎) está definido en el artículo 124 de la Constitución de Irán como cualquier persona designada por el presidente de Irán para dirigir una organización relacionada con los asuntos presidenciales en Irán. En agosto de 2019, había doce vicepresidentes. El primer vicepresidente (en persa: معاون اول رئیس‌جمهور‎) dirige las reuniones del gabinete en ausencia del presidente.

## Primer vicepresidente
El cargo de primer vicepresidente se creó en la revisión constitucional de 1989. Asumió algunos de los deberes del primer ministro. Según el artículo 124, el primer vicepresidente preside el gabinete de ministros y coordina las demás vicepresidencias, si así lo aprueba el presidente.
Según el artículo 131, cuando la presidencia está vacante o el presidente no puede desempeñar sus funciones, el primer vicepresidente asume el cargo, previa aprobación del líder supremo. Según el mismo artículo, un consejo formado por el primer vicepresidente (o cualquier persona que actúe como presidente interino), el presidente del parlamento y el presidente del poder judicial debe garantizar que se elija un nuevo presidente en un plazo de cincuenta días. Según el artículo 132, durante el período que un presidente interino ejerce (normalmente un primer vicepresidente), el Majlis (parlamento) no puede destituir a los ministros, ni puede desaprobar a los ministros recién nombrados, ni revisar la Constitución y no pueden celebrarse referendos nacionales.

### Lista
Reformista
     Principialista
| N.º                                                 | Foto                                                  | Nombre                        | Período                  | Período                  | Período | Partido                                   | Presidente                        |
| N.º                                                 | Foto                                                  | Nombre                        | Inicio                   | Fin                      |         | Partido                                   | Presidente                        |
| --------------------------------------------------- | ----------------------------------------------------- | ----------------------------- | ------------------------ | ------------------------ | ------- | ----------------------------------------- | --------------------------------- |
| 1                                                   |                                                       | Hasán Habibí (1937–2013)      | 21 de agosto de 1989     | 26 de agosto de 2001     |         | Independiente                             | Akbar Hashemí Rafsanyaní          |
| 1                                                   | Partido de Ejecutivos de la Construcción (desde 1996) | Hasán Habibí (1937–2013)      | 21 de agosto de 1989     | 26 de agosto de 2001     |         |                                           | Akbar Hashemí Rafsanyaní          |
| 1                                                   | Mohammad Jatamí                                       | Hasán Habibí (1937–2013)      | 21 de agosto de 1989     | 26 de agosto de 2001     |         |                                           |                                   |
| 2                                                   |                                                       | Mohamed Rezá Aref (1951)      | 26 de agosto de 2001     | 10 de septiembre de 2005 |         | Frente de Participación del Irán Islámico |                                   |
| 3                                                   |                                                       | Parviz Davudí (1952–2024)     | 10 de septiembre de 2005 | 17 de julio de 2009      |         | Independiente                             | Mahmud Ahmadineyad                |
| 4                                                   |                                                       | Esfandiar Rahim Mashaí (1960) | 17 de julio de 2009      | 25 de julio de 2009      |         | Independiente                             | Mahmud Ahmadineyad                |
| Vacante del 25 de julio al 13 de septiembre de 2009 |                                                       |                               |                          |                          |         |                                           | Mahmud Ahmadineyad                |
| 5                                                   |                                                       | Mohammad Reza Rahimi (1949)   | 13 de septiembre de 2009 | 4 de agosto de 2013      |         | Independiente                             | Mahmud Ahmadineyad                |
| 6                                                   |                                                       | Eshaq Yahanguirí (1957)       | 4 de agosto de 2013      | 8 de agosto de 2021      |         | Partido de Ejecutivos de la Construcción  | Hasán Rohaní                      |
| 7                                                   |                                                       | Mohammad Mojber (1955)        | 8 de agosto de 2021      | 28 de julio de 2024      |         | Independiente                             | Ebrahim Raisi El mismo (interino) |
| 8                                                   |                                                       | Mohamed Rezá Aref (1951)      | 28 de julio de 2024      | En el cargo              |         | Independiente                             | Masoud Pezeshkian                 |

## Exvicepresidentes vivos

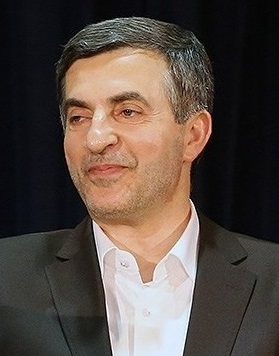
Esfandiar Rahim Mashaí 2009
(64 años)
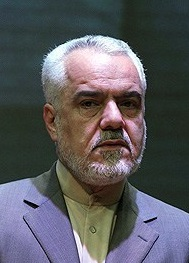
Mohammad Reza Rahimi 2009-2013
(76 años)
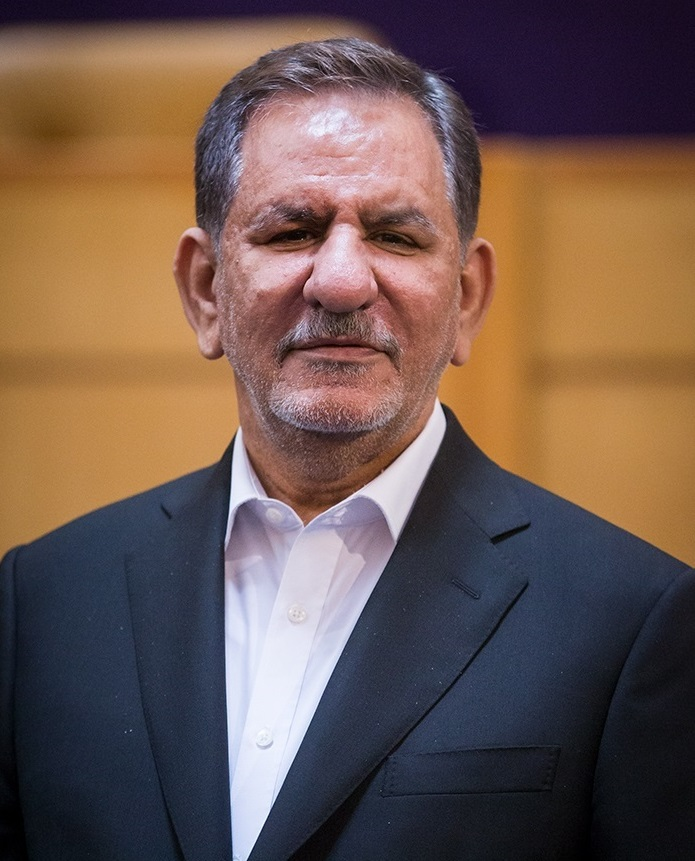
Eshaq Yahanguirí 2013-2021
(68 años)
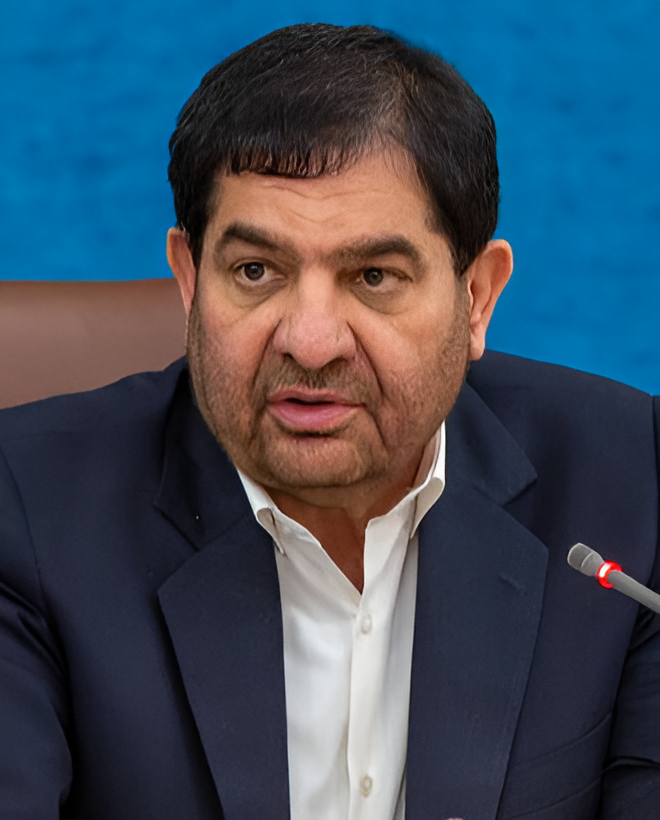
Mohammad Mojber 2021-2024 (69 años)

## Ex officio
Los titulares de cargos actuales son vicepresidentes ex officio:
- Vicepresidente y director de la Organización de Protección Ambiental
- Vicepresidente y director de la Organización de Energía Atómica
- Vicepresidente y director de la Organización de Plan y Presupuesto
- Vicepresidente y director de la Fundación de Asuntos de Mártires y Veteranos
- Vicepresidente y director de la Fundación Nacional Elites
- Vicepresidente y director de la Organización de Asuntos Administrativos y Laborales

Anteriormente, los directores de estas dos organizaciones siguientes eran vicepresidentes ex officio:
- Vicepresidente y director de la Organización de Educación Física
- Vicepresidente y director de la Organización Nacional Juvenil de Irán

Ambas organizaciones se fusionaron en el Ministerio de Juventud y Deportes.
- Vicepresidente y director de la Organización de Patrimonio Cultural, Artesanía y Turismo
- La organización se convirtió en Ministerio de Patrimonio Cultural, Artesanía y Turismo.

## Opcional
El presidente puede nombrar o no vicepresidentes para asuntos específicos, pero su nombramiento no es obligatoria. Algunos de los cargos que desempeñan los vicepresidentes son:
- Vicepresidente de Asuntos Parlamentarios (2009-2024)
- Vicepresidente de Asuntos Jurídicos (2009-2024)
- Vicepresidente de Asuntos Ejecutivos (1989–1993; 1994–2001; 2005–2009; 2011–2017; 2021–2024)
- Vicepresidente de Asuntos Internacionales (2011-2013)
- Vicepresidente de Asuntos Económicos (1993–1994; 2017–2023)
- Vicepresidenta de Asuntos de la Mujer y la Familia (2013-2024)
- Vicepresidente de Gestión y Desarrollo de Recursos Humanos (2009-2013)
- Vicepresidente de Supervisión y Asuntos Estratégicos (2007-2014)
- Vicepresidente de Desarrollo y Asuntos Sociales (1998-1999)

## Actuales
| Cargo                                                           | Nombre | Nombre                          | Inicio                   |
| --------------------------------------------------------------- | ------ | ------------------------------- | ------------------------ |
| Primer vicepresidente                                           |        | Mohamed Rezá Aref               | 28 de julio de 2024      |
| Director de la Organización de Protección Ambiental             |        | Ali Salajegheh                  | 3 de octubre de 2021     |
| Director de la Organización de Energía Atómica                  |        | Mohammad Eslami                 | 29 de agosto de 2021     |
| Director de la Organización de Planificación y Presupuesto      |        | Davoud Manzour                  | 16 de abril de 2023      |
| Vicepresidente para Asuntos Parlamentarios                      |        | Mahmoud Hosseinipour            | 12 de mayo de 2024       |
| Vicepresidente para Asuntos de la Mujer y la Familia            |        | Ensieh Khazali                  | 1 de septiembre de 2021  |
| Director de Asuntos de Asuntos de Mártires y Veteranos          |        | Amir-Hossein Ghazizadeh Hashemi | 12 de septiembre de 2021 |
| Director de la Fundación Nacional de Élites                     |        | Ruhollah Dehghani Firouzabadi   | 2 de noviembre de 2022   |
| Director de la Organización de Asuntos Administrativos y Empleo |        | Meysam Latifi                   | 5 de septiembre de 2021  |
| Vicepresidente para Asuntos Ejecutivos                          |        | Mohsen Mansouri                 | 1 de noviembre de 2022   |
| Vicepresidente para Asuntos Legales                             |        | Mohammad Dehghan                | 1 de septiembre de 2021  |
| Vicepresidente para Asuntos Económicos                          |        | Vacante                         | -                        |

## En la cultura popular
Bodyguard (2016), una película dramática escrita y dirigida por Ebrahim Hatamikia.